# 楚攻郑之战
楚攻郑之战，發生於春秋时期，楚国攻打郑国的一系列戰爭。
郑国处于楚国向中原争霸交通的必经之路上，从楚成王初期就开始对郑国的一系列征伐。开始齐国齐桓公与楚国争郑时，齐桓公死后，晋国与楚国进行长达八十余年的争夺郑国的战争。晋楚争霸，晋国与楚国直接交锋并不是很多，但几乎是不间断的对郑国进行争夺。经常是郑国刚刚倒向楚国，晋国就率军讨伐郑国，郑国被迫屈服，晋军撤退后，楚国再率军讨伐郑国，郑国再屈服楚国。战争甚至一年数次，郑国不堪其扰。前546年，晋楚弭兵之会后，郑国才结束了这种战争局面。

## 过程

### 楚成王伐郑
前666年秋，楚国子元带领六百辆战车进攻郑国。前659年秋，由于郑国亲近齐国，楚国进攻郑国。齐桓公和鲁僖公、宋桓公、郑文公、邾文公在荦地结盟，策划救援郑国。前658年冬季，楚成王派军队进攻郑国，鬬章囚禁了郑国的聃伯。前657年，楚军进攻郑国，郑文公想依附楚国。孔叔不同意，说：“丢弃齐国的恩德而归附楚国，不会有好结果。”前656年，齐桓公率领中原诸侯齐国及宋国、陈国、卫国、郑国、许国、鲁国、曹国、邾国八国，讨伐蔡国。楚成王援救蔡国，齐楚两国在召陵（今河南省漯河市召陵区）会盟。周惠王宠爱王子带，齐桓公支持太子郑。第655年，首止之盟，在周惠王支持下，郑文公逃会。齐桓公率领五国联军围攻郑国西北的新城。楚成王率军攻打许国，为郑国解围。前653年，齐国围郑，郑文公将叛齐的责任推给大夫申侯，杀申侯再与齐国结下宁母之盟。前645年，楚成王讨伐徐国，齐桓公会合鲁国、齐国、陈国、卫国、郑国、许国、曹国七国国君结盟，讨伐楚国盟国厉国救援徐国。徐国在娄林之战被楚军所败。
齐桓公死后，郑国倒向楚国，并因为宋国攻打郑国，楚国救郑，爆发泓水之战。城濮之战后，在晋国的讨伐下，郑国又倒向晋国。前627年冬，晋国因为许国，于是和陈国、郑国进攻倾向楚国的许国。楚国令尹子上攻打陈、蔡，陈、蔡和楚媾和。楚国进攻郑国，晋国的阳处父攻打蔡国，楚国的子上救援，和晋军在泜水对峙。

### 楚穆王伐郑
前618年，楚穆王以晋灵公年少，在狼渊出兵攻打郑国。囚禁了公子坚、公子尨和乐耳。郑国向楚国求和。晋国赵盾会合鲁国公子遂、宋国华耦、卫国孔达、许国，救援郑国，行动迟缓，没有遇上楚军。前617年，陈共公、郑穆公在息地会见楚穆王。前614年，郑穆公在棐地会见鲁文公，也请求和晋国讲和。

### 楚庄王伐郑
前608年—前606年，郑国一度归附楚国，前606年，晋成公发兵攻打郑国，郑国和晋国讲和，同年夏，楚国于是再攻打郑国。前605年，郑灵公在政变中被杀，但郑国还是没有顺服楚国，同年冬，楚庄王进攻郑国。前604年冬，楚庄王进攻郑国。陈国和楚国讲和。晋国荀林父救援郑国，进攻陈国。前603年冬，楚军攻打郑国，郑国求和以后撤军。次年，公子宋的谋划下，郑国又倒向晋国。前600年，楚庄王进攻郑国，晋国郤缺率兵救援郑国，郑襄公在柳棼打败了楚军。前599年，楚庄王进攻郑国。晋国士会率兵救援郑国，在颍北之战赶走了楚军。诸侯的军队在郑国留守。前598年春，楚庄王发兵进攻郑国，到达栎地。郑国于是跟从楚国，夏，与楚国在辰陵会盟。郑国既在辰陵接受盟约，又要求事奉晋国。前597年春，楚庄王包围郑国十七天。郑国国人在太庙大哭，将士在城上大哭。楚庄王退兵。郑国人修筑城墙，楚国又进军，再次包围郑国，三个月后，攻克了郑国。楚军从皇门进入新郑。郑襄公肉袒牵羊迎接楚庄王，以卑微的态度乞降。楚庄王接受投降，命令楚军退兵三十里，而接受郑国乞和。潘尪入郑国结盟，子良到楚国作为人质。晋国率军援救，爆发邲之战，晋国大败。此后，十余年郑国就在楚国的阵营里。

### 楚共王伐郑
前586年，因为郑悼公感觉楚国在处理郑国、许国纠纷时偏袒许国，于是和晋国结盟。前585年秋，楚国子重进攻郑国，冬，晋国栾书救援郑国，和楚军在绕角相遇。前584年秋，楚国子重进攻郑国，驻军汜地。晋国、鲁国、齐国、宋国、卫国、曹国、莒国、邾国、杞国救援郑国。郑国的共仲、侯羽包围楚军，囚禁郧公钟仪，把他献给晋国。这时，吴国军队进入州来，子重从郑国奉命赶去救援。前582年，楚国用重礼求取郑国，郑成公和楚国公子成在邓地相会。晋国通过扣留郑成公，再次使郑国屈服。
前576年，楚共王攻打郑国至暴隧，攻打卫国至首止。郑国子罕攻打楚国，战领新石。前575年春，楚共王从武城派公子成用汝阴的土田诱使郑国背叛晋国，子驷跟随楚共王在武城结盟。六月，晋国为争郑国，与楚国爆发鄢陵之战，楚国大败。郑成公和子驷一直感念楚共王在鄢陵之战中为救援郑国，被晋国射瞎一只眼，所以没有背叛楚国。直到前571年，晋国在虎牢筑城以逼迫郑国，郑国只好顺从晋国。
前565年四月二十二日，郑国的子国、子耳进攻蔡国，冬，楚国为此派子囊讨伐郑国。子驷、子国、子耳要顺从楚国，子孔、子蟜、子展要等待晋国救援，最后在子驷主导下，郑国和楚国讲和。前564年十月，晋悼公聚集十二国联军伐郑，阴口之战，郑国屈服。十二月，楚共王进攻郑国，子驷主导郑国就和楚国讲和。楚国公子罢戎进入郑国结盟，一起在中分盟誓。楚共王的母亲去世，楚共王没有能安定郑国就回国了。前563年，郑国西宫之变，子驷、子国、子耳被杀。此时，晋悼公在两年间，率领十二国诸侯三次伐郑，史称“三驾伐郑”，使楚国无力援救，郑国从此长期归附晋国。

### 楚康王伐郑
前555年，齐国和晋国爆发平阴之战，楚国计划攻打郑国，援救齐国。郑简公随晋国东征齐国，留守的子孔暗中勾结楚国，想要处掉子西、子展。楚康王决定出兵。令尹子庚率领楚军进攻郑国，驻军鱼陵。右军在上棘筑城，渡过颍水，驻军旃然水边。蒍子冯、公子格率精兵攻打费滑、胥靡、献于、雍梁，向右绕过梅山，攻至虫牢撤军。子庚攻纯门，在城下住两晚后撤军。楚军回军时遇大雨，服役之人多被冻死。
前549年八月，晋国准备联合诸侯攻打齐国，齐庄公求援楚国，楚国于是攻打郑国来援救齐国。冬，楚康王进攻郑国东门，驻扎在棘泽，诸侯回援郑国。楚康王从棘泽回军，派薳启彊护送齐国使臣陈无宇回齐国。前547年，楚康王联合秦国联兵攻打吴国，军至雩娄，听说吴国有备而撤军，于是进攻郑国。五月，到达城麇。郑国的皇颉戍守城糜，出城和楚军作战，战败被穿封戌俘虏。许灵公至楚国，请求进攻郑国，八月，许灵公在楚国去世。十月，楚康王于是攻打郑国。郑国准备抵御。子产说：“晋国要和楚国议和，诸侯将和睦，不如让楚王称心回去，就容易议和了。”子展于是不抵御楚军，十二月初五日，楚军进入南里，拆毁城墙。从乐氏渡过洧水，进攻师之梁的城门。放下内城的闸门，俘虏了九个不能进城的郑国人。楚国渡过汜水回国，然后安葬许灵公。次年，晋楚弭兵，结束了晋楚争霸轮番进攻郑国的局面。

### 战国时代
前404年，楚声王北扩，鄭繻公、宋休公朝见楚王。郑国想要借助楚国的力量，抵御晋国韩氏的侵攻。前403年，周威烈王承认韩赵魏三家为诸侯，三家分晋。这时郑国倾向于三晋的驷子阳掌权。前402年，楚声王遇刺身亡，王子定和王子疑争位，王子定失败，在郑国帮助下，逃到晋国，王子疑即位为楚悼王。前400年，郑国攻打楚国榆关获胜，前399年，郑国和三晋想要护送王子定回楚，被楚国鲁阳君击败。前398年，楚悼王伐郑，获得大胜。驷子阳被杀，罕氏的太宰欣取得了郑国政权，开始亲楚。前397年，三晋攻克楚国长陵。郑国政变之后一分为三，新郑和阳城、负黍各自为政。前393年，楚悼王夺取负黍，前391年，三晋伐楚，在大梁、榆关之战大胜楚军。战后，三晋协同作战开始结束，楚国任用吴起变法自强，而郑国逐渐被韩国完全控制，前375年，韩哀侯灭郑。